# 신흥동 (인천)
신흥동(新興洞)은 인천광역시 중구의 행정동이다. 인천개항과 더불어 조성된 구 도심권으로, 공유수면 매립으로 조성된 신개발지이며, 인천항에 인접된 산업지역이다.

## 개요
신흥동은 1969년에서 1971년에 걸쳐 공유수면 매립으로 조성되었으며, 도시교통 산업기능의 요충지로 보세창고와 정미소의 밀집지역이다. 그리고 인천에서 가장 오래된 삼익아파트가 위치하고 있다. 삼익아파트는 14층 2개동 434세대로 19, 26, 35평형 등 3가지의 평수를 가지고 있어 이 아파트가 재건축을 눈앞에 두고 있다.

## 연혁
- 조선 말기 : 인천도호부 다소면 선창리
- 1883년 : 인천도호부 부내면 선창리
- 1903년 : 부내면 화개동(花開洞)
- 1906년 : 인천부 부내면 화개동, 와정동(瓦亭洞), 선화동(仙花洞)
- 1912년 : 인천부 화정(花町)
- 1914년 4월 1일 : 인천부 화정1, 2, 3정목
- 1949년 8월 15일 : 경기도 인천시 신흥동
- 1968년 1월 1일 : 경기도 인천시 중구 신흥1동, 2동
- 1977년 5월 1일 : 신흥1동, 2동을 신흥1동으로 합동, 신흥3동, 선화동을 신흥2동으로 합동[3]
- 1983년 11월 26일 : 신흥1동을 신흥동으로 개칭, 신흥2동을 선화동으로 개칭, 신흥동 및 선화동의 일부를 신선동으로 분리
- 1995년 1월 1일 : 인천광역시 중구 신흥동, 신선동
- 1998년 10월 10일 : 신흥동, 신선동을 신흥동으로 통합[4]

## 법정동
- 신흥동1가
- 신흥동2가
- 신흥동3가
- 선화동

## 공공기관
- 한국은행 인천본부
- 인천지방조달청
- 국민건강보험공단 인천중부지사
- 옹진군청 별관
- 옹진군농업기술센터
- 인천중동우체국
- 농수산식품유통공사 인천지역본부
- 인천광역시 보건환경연구원 (신흥동2가)

## 의료
- 인하대학교병원

## 문화
- 구 인천시장 관사 (신흥동1가)

## 아파트
| 단지명            | 건설사       | 시행사                | 주소                          | 입주        | 비고            |
| ----------------- | ------------ | --------------------- | ----------------------------- | ----------- | --------------- |
| 인천신흥 대림     | 대림산업     | 대한주택보증㈜        | 중구 인중로 114 (신흥동1가)   | 2002년 12월 |                 |
| 신흥 경남아너스빌 | 경남기업     | 경남기업              | 중구 서해대로 439 (신흥동1가) | 2005년 4월  |                 |
| 신흥 아이파크     | 현대산업개발 | 안국아파트 재건축조합 | 중구 인항로 30 (신흥동3가)    | 2002년 10월 | 신흥안국 재건축 |